# Dasychira cratista
Dasychira cratista är en fjärilsart som beskrevs av Collenette 1960. Dasychira cratista ingår i släktet Dasychira och familjen tofsspinnare. Inga underarter finns listade i Catalogue of Life.